# Codette (Saskatchewan)
Codette je obec v Saskatchewanu, jižně od elektrárenského městečka Nipawin v Kanadě.

## Geografie
Obec nese jméno přilehlé přehradní nádrže Codette Lake, umělého jezera na řece Saskatchewan, vytvořeného přehradou Francois Finlay Dam.